# 裴尚德
裴尚德蒙席 （Msgr. Mattia Pei Shangde, CDD, 1918年—2001年12月24日），圣名玛弟亚，主徒会會士，前任天主教北京总教区地下教会的正权主教。
1918年生于河北省涿鹿县张家堡的一个天主教家庭，兄弟六人。
十三岁时进入主徒会修道，1948年5月30日晋铎，并在北京教区天主教耕莘中学执教；1950年开始在北京制药厂工作。
文革期间经受漫长考验，劳教十年；1980年出狱后回到北京。
1989年被教宗若望保禄二世擢升为北京教区正权主教。
裴主教从2001年4月起一直在家养病，虽然重病缠身，但是，裴主教从来未懈怠过所负的牧职，并积极的维护普世教会的共融。2001年12月24日，在河北省张家口盛星医院安息主怀，享年八十三岁。
葬礼于2002年1月2日在主教的家乡，河北省琢鹿县张家堡堂举行。